# Tour de France 1989

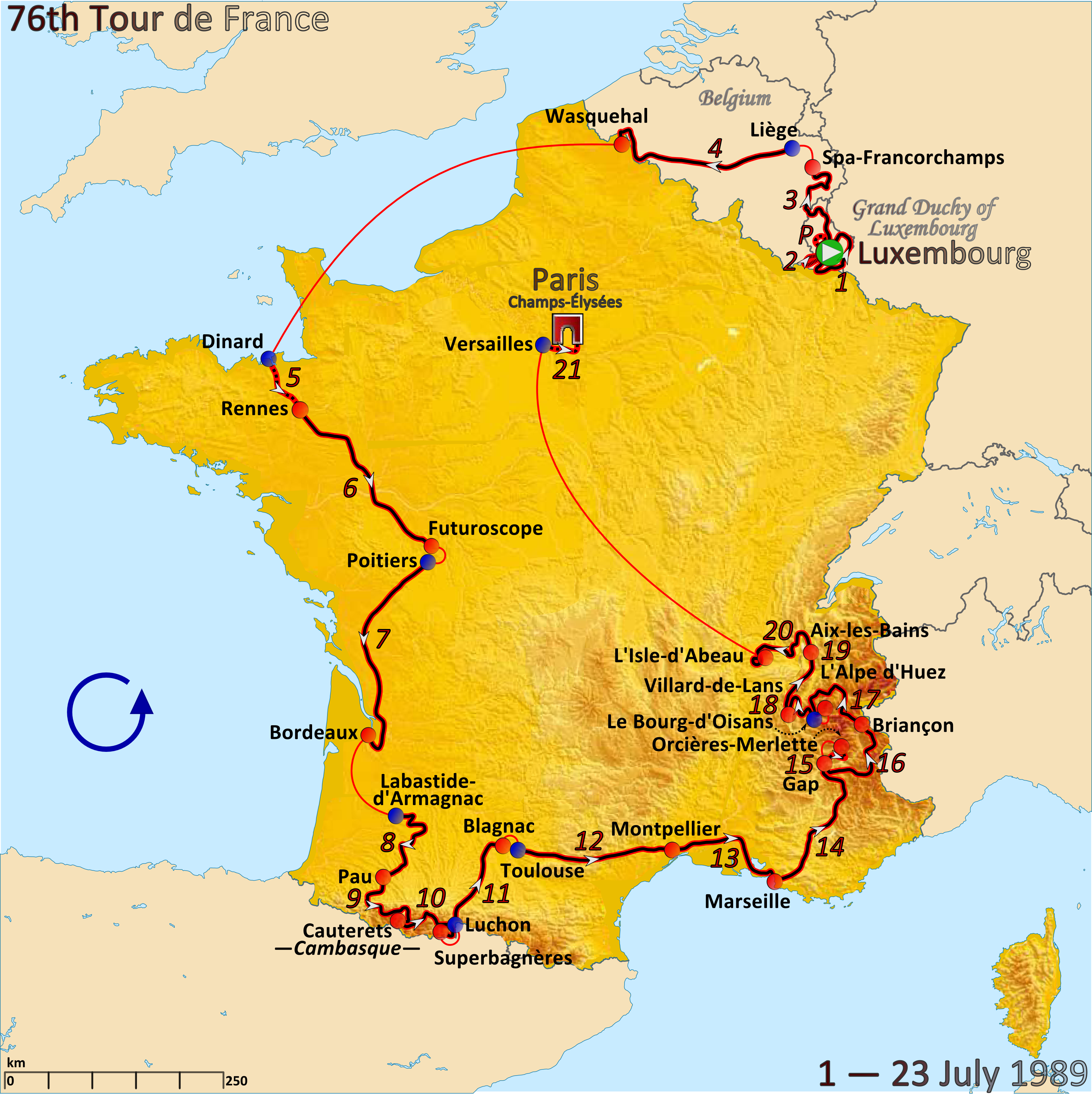
Överblick på etapperna under 1989 års Tour de France.

Tour de France 1989 cyklades 1–23 juli 1989 och vanns av Greg LeMond, USA, med tidernas minsta segermarginal, åtta sekunder före Laurent Fignon, Frankrike. Fignon ledde dessutom inför den sista etappen med 50 sekunder före LeMond.

## Etapperna[2]
| Etapp    | Datum   | Start - Mål                      | Längd (km) | Etappsegrare       | Sammanlagt      |
| Prolog   | 1 juli  | Luxemburg (LUX)                  | 8 (ITT)    | Erik Breukink      | Erik Breukink   |
| Etapp 1  | 2 juli  | Luxemburg - Luxemburg            | 135        | Acacio da Silva    | Acacio da Silva |
| Etapp 2  | 3 juli  | Luxemburg - Luxemburg            | 46 (TTT)   | Super-U            | Acacio da Silva |
| Etapp 3  | 4 juli  | Luxemburg - Spa (BEL)            | 241        | Raúl Alcalá        | Acacio da Silva |
| Etapp 4  | 5 juli  | Liège (BEL) - Wasquehal          | 255        | Jelle Nijdam       | Acacio da Silva |
| Etapp 5  | 6 juli  | Dinard - Rennes                  | 73 (ITT)   | Greg LeMond        | Greg LeMond     |
| Etapp 6  | 7 juli  | Rennes - Futuroscope             | 259        | Joël Pelier        | Greg LeMond     |
| Etapp 7  | 8 juli  | Futuroscope - Bordeaux           | 259        | Etienne de Wilde   | Greg LeMond     |
| Etapp 8  | 9 juli  | La Bastide d'Armagnac - Pau      | 157        | Martin Early       | Greg LeMond     |
| Etapp 9  | 10 juli | Pau - Cauterets                  | 147        | Miguel Induráin    | Greg LeMond     |
| Etapp 10 | 11 juli | Cauterets - Superbagnères        | 136        | Robert Millar      | Laurent Fignon  |
| Etapp 11 | 12 juli | Luchon - Blagnac                 | 159        | Mathieu Hermans    | Laurent Fignon  |
| Etapp 12 | 14 juli | Toulouse - Montpellier           | 242        | Valerio Tebaldi    | Laurent Fignon  |
| Etapp 13 | 15 juli | Montpellier - Marseille          | 177        | Vincent Barteau    | Laurent Fignon  |
| Etapp 14 | 16 juli | Marseille - Gap                  | 240        | Jelle Nijdam       | Laurent Fignon  |
| Etapp 15 | 17 juli | Gap - Orcières-Merlette          | 39 (ITT)   | Steven Rooks       | Greg LeMond     |
| Etapp 16 | 18 juli | Gap - Briançon                   | 174        | Pascal Richard     | Laurent Fignon  |
| Etapp 17 | 19 juli | Briançon - L'Alpe d'Huez         | 165        | Gert-Jan Theunisse | Laurent Fignon  |
| Etapp 18 | 20 juli | Bourg-d'Oisans - Villard-de-Lans | 91         | Laurent Fignon     | Laurent Fignon  |
| Etapp 19 | 21 juli | Villard-de-Lans - Aix-les-Bains  | 125        | Greg Lemond        | Laurent Fignon  |
| Etapp 20 | 22 juli | Aix-les-Bains - L'Isle d'Abeau   | 130        | Giovanni Fidanza   | Laurent Fignon  |
| Etapp 21 | 23 juli | Versailles - Paris               | 25 (ITT)   | Greg LeMond        | Greg LeMond     |

## Slutställning[1]
| Plats | Person             | Land           | Lag                    | Tid      |
| 1     | Greg LeMond        | USA            | A.D.R-Agriel-Bottechia | 87.38.35 |
| 2     | Laurent Fignon     | Frankrike      | Super-U                | 0.08     |
| 3     | Pedro Delgado      | Spanien        | Reynolds-Banesto       | 3.34     |
| 4     | Gert-Jan Theunisse | Nederländerna  | P.D.M                  | 7.30     |
| 5     | Marino Lejarreta   | Spanien        | Paternina              | 9.39     |
| 6     | Charly Mottet      | Frankrike      | R.M.O-Mavic-Liberia    | 10.06    |
| 7     | Steven Rooks       | Nederländerna  | P.D.M                  | 11.10    |
| 8     | Raúl Alcalá        | Mexiko         | P.D.M                  | 14.21    |
| 9     | Sean Kelly         | Irland         | Lotto-Superclub-MBK    | 18.25    |
| 10    | Robert Millar      | Storbritannien | Z-Peugeot              | 18.46    |